# غابرييل نونيز دا كونا
غابرييل نونيز دا كونا هو لاعب كرة قدم برازيلي في مركز الهجوم، ولد في 11 يوليو 1994 في بلدية أندرادينا في البرازيل. لعب مع ريد بل براغانتينو.

## وصلات خارجية
- غابرييل نونيز دا كونا على موقع قاعدة بيانات كرة القدم.إي يو (الإنجليزية)
- غابرييل نونيز دا كونا على موقع Soccerway.com (الإنجليزية)